# 秋鹿北港
秋鹿北港（あいかきたこう）は、島根県松江市秋鹿町にある地方港湾。港湾管理者は松江市。1962年3月に開港した。

## 交通アクセス
松江フォーゲルパーク駅から車で17分。